# 임춘앵
임춘앵(林春鶯, 1923년~1975년)은 대한민국의 국악인이다. 본명은 임효금(林孝錦)이고 아명은 임종례(林鍾禮)이며, 전라북도 남원 출신이다. 그녀는 일찍이 유성준·정정렬에게 판소리를 사사하고 1948년에 여성국악동지회를 조직하여《해님달님》,《반달》에 출연했으며, 그의 여성국악동호회는 가장 인기 있는 여성창극단이었다. 1958년에는 '임춘앵 창극단'을 조직하여 일본에서《춘향전》을 공연하였다.

## 참고 문헌
- 이 문서에는 다음커뮤니케이션(현 카카오)에서 GFDL 또는 CC-SA 라이선스로 배포한 글로벌 세계대백과사전의 내용을 기초로 작성된 글이 포함되어 있습니다.